# Diecezja Dinadźpur
Diecezja Dinadźpuru (łac. Dioecesis Dinaipurensis, beng. দিনাজপুর ধর্মপ্রদেশ) – rzymskokatolicka archidiecezja ze stolicą w Dinadźpurze w Bangladeszu, wchodząca w skład Metropolii Dhaka. Siedziba biskupa znajduje się w Katedrze św. Franciszka Ksawerego w Dinadźpurze. Erygowana została 25 maja 1927 przez papieża Piusa XI. W 1952 i 1990 utraciła część terytorium na rzecz nowopowstających jednostek administracyjnych Kościoła katolickiego.

## Biskupi
- bp Santino Taveggia PIME (1927–1928)
- bp Giovanni Battista Anselmo PIME (1929–1947)
- bp Giuseppe Obert PIME (1948–1968)
- bp Michael Rozario (1968–1977)
- bp Theotonius Gomes CSC (1978–1996)
- bp Moses Costa CSC (1996–2011)
- bp Sebastian Tudu (od 2011)

## Główne świątynie
- Katedra: Katedra św. Franciszka Ksawerego w Dinadźpurze